# Eutímio Maláces

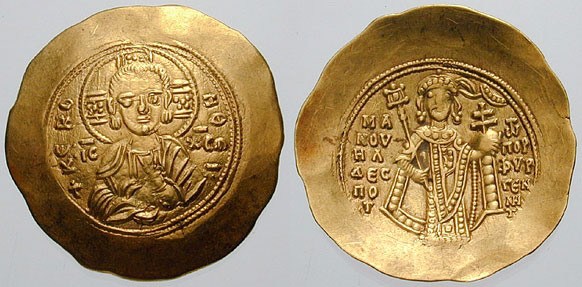
Hipérpiro de r.

Eutímio Maláces (em grego: Εὐθύμιος Μαλάκης; ca. 1115 - antes de 1204) foi um bispo e escritor bizantino, intimamente relacionado com a círculos intelectuais da corte de Constantinopla. Nasceu ca. 1115 em Tebas, na Grécia. Em algum momento antes de 1166, foi nomeado como o metropolita de Neopatras. Era relacionado com a família Tornício, e tornou-se intimamente relacionado com os círculos intelectuais da Escola Patriarcal de Constantinopla, bem como os bispos estudiosos do final do período Comneno como o arcebispo Eustácio de Tessalônica e Miguel Coniates.
Seus principais trabalhos foram discursos retóricos, principalmente em honra ao imperador Manuel I Comneno (r. 1143–1180) e seu general, Aleixo Contostefano, bem como monodias para seus amigos, incluindo Eustácio. Ele pode também ser o autor original de três discursos publicados por Eutímio Tornício, que foi o amigo mais próximo de Maláces e que escreveu uma monódia em sua honra.